# Leptosomatides antarcticus
Leptosomatides antarcticus är en rundmaskart som beskrevs av Mawson 1956. Leptosomatides antarcticus ingår i släktet Leptosomatides och familjen Leptosomatidae. Inga underarter finns listade i Catalogue of Life.